# Emil Gilels
Emil Grigoryevich Gilels (em russo: Эми́ль Григо́рьевич Ги́лельс, Odessa, 19 de outubro de 1916 –  Moscou, 14 de outubro de 1985) foi um pianista clássico soviético. Emil Gilels é aclamado pelo seu brilhante domínio da técnica e pelo apurado controle da tonalidade do piano. Gilels ostenta um imenso repertório, que variava de Domenico Scarlatti e Johann Sebastian Bach até aos compositores contemporâneos, como Ígor Stravinsky e Sergei Prokofiev. Desse repertório, podemos destacar as interpretações das obras de Robert Schumann, Johannes Brahms, e principalmente de Sergei Prokofiev e de Ludwig van Beethoven.

## Vida e carreira
Gilels nasceu em Odessa (parte da actual Ucrânia), filho de uma família de músicos judeus, tendo começado a estudar piano aos seis anos de idade com o professor Yakov Tkach. Fez a sua primeira apresentação em público em 1929. Em 1930, Gilels ingressou no Conservatório de Odessa, onde foi aluno de Berta Reingbald, a quem atribuiria a sua primeira influência de formação.
Em 1933, Gilels venceu o inédito "Concurso de piano da União Soviética", aos 16 anos. Após a graduação no Conservatório de Odessa em 1935, Gilels ingressou no Conservatório de Moscou, onde foi aluno do famoso professor Heinrich Neuhaus, tendo sido companheiro do pianista Sviatoslav Richter. Em seu último ano no Conservatório, aos 21 anos, venceu o Festival Internacional Ysaÿe em Bruxelas, derrotando, por exemplo, os pianistas Arturo Benedetti Michelangeli (que recebeu nota zero dos juízes italianos) e Moura Lympany.
Gilels foi o primeiro artista soviético a ter permissão de viajar extensivamente para o Ocidente. Após a Segunda Guerra Mundial, em 1947, Gilels começou uma turnê pela Europa e fez a sua primeira apresentação na América em 1955, interpretando o Concerto para piano n.º 1 de Tchaikovsky, em Filadélfia. Sua turnê nos Estados Unidos incluiu atuações em Nova Iorque e em Chicago, onde se apresentou sob direção de Fritz Reiner com a Orquestra Sinfónica de Chicago.
Gilels era considerado como um herói na União Soviética, e ganhou o Prêmio Stalin em 1946, o prêmio Ordem de Lenin em 1961 e 1966, e o Prêmio Lenin em 1962.

## Gravações destacadas
- 1935 - Liszt: Fantasia sobre o tema do Casamento de Fígaro de Mozart
- 1951 - Liszt: Rapsódias Húngaras n.º 9.
- 1954 - Saint-Saëns: Concerto para Piano n.º 2, Op. 22 (dir. Cluytens)*.
- 1954 - Medtner: Sonata para Piano n.º 5, Op. 22.
- 1955 - Rachmaninoff: Concerto para Piano n.º 3, Op. 30 (dir. Cluytens)*.
- 1958 - Brahms: Concerto para Piano n.º 2, Op. 83 (dir. Reiner).
- 1957 - Beethoven: Concerto para Piano n.º 4 (dir. Ludwig).
- 1957 - Scriabin: Sonata para Piano n.º 4, Op. 30*.
- 1957 - Weinberg: Sonata para Piano n.º 4.
- 1968 - Medtner: Sonata para piano n.º 10, Op. 38 n.º 1 ("Sonata Reminiscenza")
- 1972 - Tchaikovsky: Concerto para Piano n.º 2, Op. 44 (dir. Maazel).
- 1972 - Brahms: Concerto para Piano n.º 1, Op. 15 e Concerto para Piano n.º 2, Op. 83 (dir. Jochum).
- 1973 - Beethoven: Sonata para piano n.º 23, Op. 57 Appassionata.
- 1973 - Debussy: Imagens, Livro 1*.
- 1973 - Mozart: Concerto para Piano n.º 27, K595 (dir. Karl Böhm).
- 1974 - Grieg: Peças Líricas.
- 1974 - Prokofiev: Sonata n.º 8, Op. 84.
- 1977 - Rachmaninoff, Prelúdios Op. 3 n.º 2* (Moscovo)
- 1978 - Chopin: Sonata para Piano n.º 3, Op. 58.
- 1982 - Beethoven: Sonata para Piano n.º 29, Op. 106 Hammerklavier (Berlim)
- 1984 - Beethoven: Sonata para Piano n.º 29, Op. 106 Hammerklavier* (Moscovo)
- 1984 - Scriabin: Sonata n.º 3* (Moscovo)

* ao vivo